# Biathlon al XIV Festival olimpico invernale della gioventù europea
Le gare del biathlon al XIV Festival olimpico invernale della gioventù europea si sono svolte dal 12 al 15 febbraio 2019 al Centro dello sci nordico Dvorišta-Pale in Bosnia ed Erzegovina.

## Programma
| Data        | Ora (UTC+1) | Eventi                |
| ----------- | ----------- | --------------------- |
| 12 febbraio | 11:00       | Sprint - Ragazzi      |
| 12 febbraio | 14:00       | Sprint - Ragazze      |
| 13 febbraio | 10:00       | Individuale - Ragazzi |
| 13 febbraio | 13:30       | Individuale - Ragazze |
| 15 febbraio | 10:00       | Staffetta mista       |

## Podi

### Ragazzi
| Evento                         | Oro          | Tempo             | Argento       | Tempo             | Bronzo        | Tempo             |
| 12,5 km individuale (dettagli) | Hans Köllner | 42:47.3 (0+0+1+0) | Benjamin Menz | 43:59.1 (1+0+0+0) | Stepan Kinash | 44:16.3 (0+1+0+0) |
| 7,5 km sprint (dettagli)       | Éric Perrot  | 24:31.7 (0+1)     | Lovro Planko  | 24:40.9 (1+2)     | Ilia Anisimov | 24:51.6 (1+0)     |

### Ragazze
| Evento                       | Oro             | Tempo             | Argento   | Tempo             | Bronzo            | Tempo             |
| 10 km individuale (dettagli) | Noémie Remonnay | 38:17.4 (1+0+0+0) | Lea Meier | 38:20.3 (0+1+0+1) | Sofia Tsyplukhina | 38:58.9 (0+0+0+2) |
| 6 km sprint (dettagli)       | Hanna Børve     | 22:13.5 (1+0)     | Lea Meier | 22:25.6 (0+1)     | Anna Gandler      | 22:46.9 (0+2)     |

### Misti
| Evento                                 | Oro                                                                   | Tempo                                                     | Argento                                                          | Tempo                                                     | Bronzo                                                                             | Tempo                                                     |
| Staffetta 2x6 km + 2x7,5 km (dettagli) | Norvegia Frida Tormodsgard Dokken Hanna Børve Eirik Idland Morten Hol | 1:26:58.5 (0+0) (0+1) (0+1) (0+2) (0+0) (0+0) (0+1) (0+1) | Francia Noémie Remonnay Maya Cloetens Mathieu Garcia Éric Perrot | 1:28:08.5 (0+0) (0+1) (0+0) (0+3) (0+2) (0+0) (0+2) (0+2) | Finlandia Heidi Nikkinen Noora Kaisa Keranen Matias Maijala Ville-Valtter Karvinen | 1:28:35.9 (1+3) (0+1) (0+0) (0+3) (0+0) (0+2) (0+0) (0+3) |

## Medagliere
| Pos.   | Paese     | Oro | Argento | Bronzo | Totale |
| ------ | --------- | --- | ------- | ------ | ------ |
| 1.     | Francia   | 2   | 1       | 0      | 3      |
| 2.     | Norvegia  | 2   | 0       | 0      | 2      |
| 3.     | Germania  | 1   | 1       | 0      | 2      |
| 4.     | Svizzera  | 0   | 2       | 0      | 2      |
| 5.     | Slovenia  | 0   | 1       | 0      | 1      |
| 6.     | Russia    | 0   | 0       | 2      | 2      |
| 7.     | Austria   | 0   | 0       | 1      | 1      |
| 7.     | Finlandia | 0   | 0       | 1      | 1      |
| 7.     | Ucraina   | 0   | 0       | 1      | 1      |
| Totale | Totale    | 5   | 5       | 5      | 15     |